# Emiliano Zapata, Omealca
Emiliano Zapata är en ort i Mexiko.   Den ligger i kommunen Omealca och delstaten Veracruz, i den sydöstra delen av landet, 260 km öster om huvudstaden Mexico City. Emiliano Zapata ligger 331 meter över havet och antalet invånare är 542.
Terrängen runt Emiliano Zapata är platt åt nordost, men åt sydväst är den kuperad. Runt Emiliano Zapata är det ganska tätbefolkat, med 100 invånare per kvadratkilometer. Närmaste större samhälle är Cuitláhuac, 11,7 km norr om Emiliano Zapata. Trakten runt Emiliano Zapata består till största delen av jordbruksmark.